# رشته‌کوه موسوچان
رشته‌کوه موسوچان (روسی: Муосучанский Хребет) یک رشته‌کوه در یاقوتستان کشور روسیه است.